# ماثيو هاردينغ
ماثيو هاردينج (بالإنجليزية: Matthew Harding)‏ (26 ديسمبر 1953 - 22 أكتوبر 1996 ) شخصية أعمال.